# الملعب الإفريقي السطايفي
الملعب الأفريقي السطايفي ، (باللغة الفرنسية: Stade Africain Sétifien)، اختصار الاسم (S.A.S)، هو ناد رياضي جزائري، وثاني فريق لكرة القدم أسس في مدينة سطيف تأسس سنة 1947م، كان ذلك يوم السبت 20 سبتمبر (ايلول) من سنة 1947 ميلادي ٬ الموافق لـ 6 من شهر ذو القعدة الحرام عام 1366 هجري، أنجب لاعبين أفذاذ صنعوا أمجاد الكرة الجزائرية مثل مختار لعريبي – وعبد الحميد كرمالي و- كوسيم – وخوشي – ولونيس ماتام وغيرهم.. وهو الذي قدّم 47 شهيدا، في سبيل تحرير الجزائر الحبيبة.....

## حلم الصعود يراود محبي ومناصري الصاص
منذ تقريبًا 15 سنة وكتيبة الشهداء تنشط في الجهوي الأول -قسنطينة- ما يعادل الدرجة الخامسة لكن أنصاره الأوفياء ظلوا خلفه في السراء والضراء وهو الآن بقيادة الرئيس جمال بن حسين ومكتبه المسيّر يُسيّر بطريقة احترافية وزيادة على ذلك هو يحتل المركز الأول ويلعب على الصعود إلى -ما بين الرابطات- بعد أن ضاع منه الصعود العام الماضي بسبب ورقة الكواليس التي لعبت دورا هاما في تحديد الصاعد، ورغم أن الإدارة صرفت أموالا كبيرة الموسم الماضي وجلبت خيرة اللاعبين على غرار «'رابح دبوس»' من اتحاد عنابة و «'زوبير ڨنيفي»' من نجم مڨرة و «'لحمر عبد الله»' من اتحاد برهوم و «'هرباجي عبد النور»' من شباب القبة والمخضرم «'رضا عربات»' من الجار اتحاد سطيف إلا أن الإدارة عاودت وضع الصعود هدفًا للفريق هذا الموسم بعد أن حافظ على غالبية التعداد بقيادة «'رابح دبوس»' و «'بوصبع محمد»' و «'بوزيدي عبد الحكيم»' و «'براهمية مراد»' غيرهم كما استقدم الحارس «'وليد مشري»' والمهاجم «'بلعمري عبد الرحيم»' من اتحاد سطيف ومتوسطا الميدان «'أخناق وسيم»' و «'مسعي بدر الدين»' من رائد بوڨاعة والمهاجمان «'بوتشيش محمد»' و «'بودوخة إسحاق»' من الصاعد إلى ما بين الرابطات اتحاد عين الحجر ومتوسط الميدان «'بخوش أمين من دفاع تاجنانت»' إضافة إلى متوسطي الميدان «'نوار نجم الدين»' و «'ناي رضوان»' من نادي التلاغمة الناشط في قسم ما بين الرابطات.
و أنهى «'زوبير ڨنيفي»' مسيرته في كتيبة الشهداء بعد مسيرة طويلة انطلقت من الصاص في الشبان مرورا بوفاق سطيف واتحاد العاصمة ومولودية باتنة واتحاد بسكرة ورائد القبة وشبيبة سكيكدة وغيرها من الفرق.وهو الآن في الطاقم الفني يعمل كمساعد للمدرب القدير «'الخير بن حسين»' و «'حمودي فلاحي»' اللاعب السابق في الفريق.

## رئيس الفريق
رئيس فري الملعب الإفريقي السطايفي هو بن حسين جمال

## المؤسس الفريق
أب الكرة السطايفية الراحل علي بن عودة المعروف ب«الشيخ لاياص».

## الألوان
الأخضر والأبيض

## الزي (الطقم)
الطقم الأساسي:
القميص: الأخضر والأبيض المخطط طولاً
البنطلون: الأخضر وأحيانا الأبيض
الطقم الاحتياطي:
القميص: الأبيض
البنطلون: الأبيض
الطقم الثالث:
القميص: الأخضر
البنطلون: الأخضر

## نبذة عن الفريق
عرف هذا الفريق، بكتيبة الشهداء، والذي ارتبط اسمه بالثورة الجزائرية المجيدة، فعلاقة الفريق بالحركة الثورية، تجاوزت حدود اللعب من أجل الكؤوس، والالقاب، بقدر ما كان يمثل أحد الدعائم الأساسية، التي تمرر عبرها رسائل ثورية، من أجل الثورة والثوار - انه فريق الملعب  الأفريقي الرياضي السطايفي   sas

## التأسيس
تأسس الفريق في 20 سبتمبر 1947 وهو التاريخ الذي يحمل بين طياته الكثير من النضج والوعي السياسي والفكر التحرري الذي اعتمد على كافة الأساليب ومنها كرة القدم حتى في اختيار الألوان لم يكن من باب الصدفة أو من وحي الخيال وانما امتدادا للشخصية الوطنية والهوية الجزائرية ومن بين مؤسسي النادي كان المناضلان سواكير وشارفي وعلي بن عودة المعروف ب«الشيخ لاياص».

## بداية النضال
بعد سنتين من تأسيسه وفي يوم 02 نوفمبر 1949 ميلادي، نظم الفريق دورة كروية، حيث احتضنها الملعب البلدي لمدينة سطيف « محمد قصاب  حاليا» والذي كان لاعبا في فريق الملعب الأفريقي السطايفي، وسقط في ميدان الشرف والشهادة،
كما شاركت في هذه الدورة كل من - مولودية الجزائر - مولودية العلمة (حيث كانت تسمى فريق سانت ارنو)، حيث دخل الفريق السطايفي ببذلته الجديدية، بالوان العلم الجزائري، ابيض، اخضر، واحمر، وكانت هذه فكرة رئيس الفريق آنذاك،  الخياط زغلاوي  ، الأمر الذي اغضب سلطات المحتل الفرنسية، والتي امرت باستجواب كل لاعبي الفريق، وأعضاءه،

## دخول النضال وتقديم 40 شهيدا في ميدان الشرف
اتخذ الفريق (الملعب الأفريقي السطايفي) كوسيلة، للدخول معترك الثورة التحريرية، وبالتالي غاية اسمى، وهدف ارفع، وتحت غطاء، الممارسة الرياضية، كان عناصره ولاعبيه ينشطون بشكل فعال في الثورة التحريرية الجزائرية المجيدة، وبعد دخول الثورة مباشرة، تم تجميد نشاط الفريق كلية، والتحاق كافة لاعبيه، ومسيريه، تقريبا بالمسار الثوري، في الجبال حيث منح الفريق 40 شهيدا، فداءا للوطن، ونذكر منهم الشهيد محمد القيرواني، الشهيد فرية قويدر، الشهيد حسان غجاتي والشهيد العيد شراقة، وكذا الشهيد محمد قصاب، ودغيش ساعد، وغيرهم.

## نهاية الثورة وصراع الأحلام
بعد الاستقلال مباشرة بعث الفريق مشواره من جديد، لكنه اصطدم باللامبالاة، وعدم الاهتمام به، ورغم ذلك حقق كأس جمهورية للاواسط، سنة 1967 ميلادي، وبعدها بقي الملعب الأفريقي السطايفي، يصارع إلى أن جاء الإصلاح الرياضي، ودخول الشركات كممول رئيسي للفرق، وكان من نصيب الملعب الأفريقي السطايفي، سوى الديوان الوطني لاشغال الغابات، لكن سرعان ما انفصل عنه، وتم تجميد نشاط الفريق في سنة 1982 ميلادي، إلى غاية 1989 ميلادي، تحت رعاية أولاد الفريق القدامى، وانصاره الذين التقوا في المسرح البلدي، وعقدت جمعية عامة، بعثت نشاط الفريق من جديد، وظل الفريق ينشط، واتبع سياسة التكوين، التي رسمها في جمعيته العامة، في 1 جوان 1989 ميلادي، حيث برز منها نجوم في السبعينات، والثمانينات من امثال، المدرب الحالي شنيتي، زغلاوي، فلاحي، وبن زين، والاخوة بوخريصة،
و على الرغم من كل هذا لم يلقى الفريق الدعم من السلطات المعنية، رغم كل التضحيات المقدمة، والنجوم التي استفادت منها الفرق الأخرى سواءا، نوادي المدينة، أو نوادي المناطق المجاورة،

## الملعب الأفريقي السطايفي في سبعينيات القرن الماضي
في سبعينيات القرن الماضي كان مع الثلاثي الشهير «كروكرو – فندي – قموح»، تماما مثل «ديناميكية البناء» التي خاضت نهائيين لكأس الجمهورية (82 – 84) وقدمت نجوما لا زالوا في الذاكرة: بوزمادة – عليوان – بوشفرة – دمدوم والفنان بن بوثلجة.

## حال الملعب الأفريقي السطايفي يعيد النقاش حول نوادي جزائرية
وحال الملعب الأفريقي السطايفي يعيد النقاش حول النوادي/المدارس التي تعيش أوضاعا مزرية مثل أولمبي العناصر الذي أنجب كثير من المواهب أشهرهم «مصطفى مازا»، وكذا رائد القبة مع الاخوة قاسي السعيد – قابول - صبار، وجمعية وهران «بلخطوات – بوكار – كشاملي – تسفاوت والاخوة غمري»، دون أن ننسى ترجي قالمة الذي كان يملك لاعبين لايشق لهم غبار كبوكراع ومخناش، ومشعل سكيكدة، ووفاق القل وشباب عين البيضاء، أسماء مثل بوقادوم – بلعشية – لطرش –سدراتي – الحارس الدولي السابق بغلول وكذا قلب الدفاع المعروف «منير زغدود».
ما قلناه لا ينحصر فقط في كرة القدم، بل ينسحب أيضا على كرة السلة التي كانت شاهدة يوما على ناديي الدرك الوطني (العملاق زناتي) والأروقة الجزائرية (الاخوة شويحة)، وغاب الناديان في الزحمة، تماما مثل الناديت في كرة اليد،

## كتيبة الشهداء
يكفي الفريق فخرا واعتزازا انه قدم للثورة أول نوفمر المجيدة، عشرات الشهداء فحق له حمل تسمية «كتيبة الشهداء».

## تشكيلة الفريق[1]
| رقم | مركز  | اسم تشكيلة الملعب الإفريقي السطايفي |
| --- | ----- | ----------------------------------- |
| 1   | حارس  | براهيمي زكرياء                      |
| 16  | حارس  | مشري وليد                           |
| 30  | حارس  | ڨلو حسام الدين                      |
| 5   | مدافع | دبوس رابح                           |
| 3   | مدافع | بن ثابت إبراهيم                     |
| 4   | مدافع | حامدي عصام الدين                    |
| 15  | مدافع | أمغار خير الدين                     |
| 17  | مدافع | بوزيدي عبد الحكيم                   |
| 20  | مدافع | براهمية مراد عبد الكريم             |
| 6   | وسط   | ناي رضوان                           |
| 8   | وسط   | نوار نجم الدين                      |
| 13  | وسط   | بخوش أمين                           |
| 18  | وسط   | مسعي بدر الدين                      |
| 19  | وسط   | بوحصان بلال                         |
| 21  | وسط   | أخناق وسيم                          |
| 24  | وسط   | بونعجة حسام الدين                   |
| 10  | وسط   | أوحداد لحسن                         |
| 23  | وسط   | خالد فاتح                           |
| 2   | مهاجم | سحنون عمار صفي الدين                |
| 7   | مهاجم | بوصبع محمد                          |
| 22  | مهاجم | بلعمري عبد الرحيم                   |
| 9   | مهاجم | أخريب عصام الدين                    |
| 11  | مهاجم | بودوخة إسحاق                        |
| 12  | مهاجم | ثابت نسيم                           |
| 14  | مهاجم | بوتشيش محمد                         |

## مواضيع ذات صلة
- كرة القدم في الجزائر
- الاتحادية الجزائرية لكرة القدم
- كأس الجمهورية الجزائرية لكرة القدم
- كأس الرابطة الوطنية الجزائرية لكرة القدم
- كأس السوبر الجزائري

## وصلات خارجية
- موقع الاتحاد الجزائري لكرة القدم
- الرابطة الجزائرية المحترفة الأولى، والثانية، لكرة القدم
- للرابطة الجهوية لكرة القدم لقسنطينة
- الرابطة الوطنية الجزائرية لكرة القدم هواة
- الرابطة ما بين الجهات لكرة القدم
- رابطة سطيف لكرة القدم

## هوامش
1. 1 2 3  كورة : موقع كرة القدم العربي الأول نسخة محفوظة 04 مارس 2016 على موقع واي باك مشين.
2. ↑  "يوروسبورت | اخبار الرياضة, كرة القدم العالمية والعربية". مؤرشف من الأصل في 2020-05-31. اطلع عليه بتاريخ 2015-06-12.
3. ↑  "نسخة مؤرشفة". مؤرشف من الأصل في 2020-03-26. اطلع عليه بتاريخ 2015-06-12.